# Werra-Burgen-Steig
Der Werra-Burgen-Steig mit dem Wegzeichen  X5  ist ein rund 500 km langer Fernwanderweg. Er beginnt in Hann. Münden im südlichen Niedersachsen und führt entlang des Flusses Werra durch das nordöstliche Hessen und das westliche Thüringen nach Masserberg. Der 128 Kilometer lange Abschnitt von Hann. Münden bis Nentershausen mit dem speziellen Wegzeichen „X5 H“ ist als Qualitätswanderweg zertifiziert.
Bereits 1885 legten die Wanderfreunde des Werratalvereins den ältesten Abschnitt von der Wartburg in Eisenach bis nach Hann. Münden an. Geteilt durch die innerdeutsche Grenze, wurden weitere Trassen angelegt und nach der Wende vereinigt. Der Werra-Burgen-Steig wurde 2011 bis zu den Quellen der Werra verlängert.

## Verlauf
Der Werra-Burgen-Steig erschließt für den Wanderer zahlreiche entlang der Werra liegende Burgen, Wehrkirchen, Schlösser und Klöster auf rund 375 Wegkilometern.
Von Hann. Münden aus verläuft der Werra-Burgen-Steig mit dem Wegzeichen „X5 mit blauem Quadrat auf weißem Grund“ zunächst nördlich der Werra bis Witzenhausen, dann durch das südliche Eichsfeld über Treffurt und Creuzburg zunächst nach Hörschel (Beginn Rennsteig). Anschließend führt ein Abstecher (ca. 10 km) nach [Eisenach]. Weiter führt der X5 zur Ruine Brandenburg bei Lauchröden und weiter auf einer ca. 225 km langen Trasse flussaufwärts über Gerstungen, Vacha, Bad Salzungen, Breitungen/Werra, Wasungen, Meiningen, Themar, Hildburghausen und Eisfeld zur Werraquelle bei Masserberg.
An km 38 nahe der Burg Ludwigstein zweigt der Werra-Burgen-Steig Hessen  X5 H  ab, der entlang Bad Sooden-Allendorf und Eschwege zur Burg Tannenburg bei Nentershausen führt.

Markierungszeichen Werra-Burgen-Steig
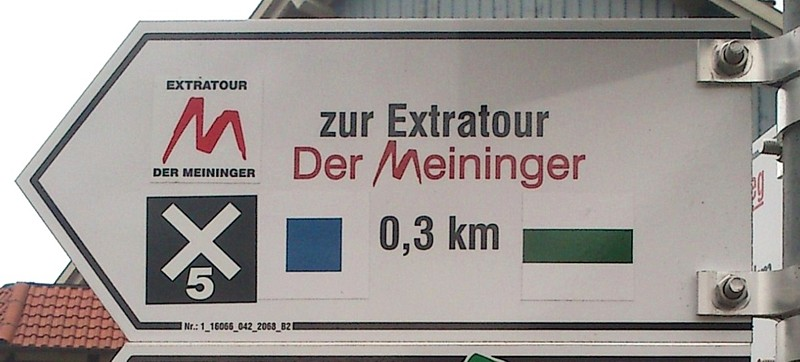
Wegweiser Werra-Burgen-Steig (untere Zeile) in Meiningen